# The Jesus Rolls
The Jesus Rolls é um filme estadunidense de 2020, escrito, dirigido e estrelado por John Turturro. É um spin-off de O Grande Lebowski (1998). Filmado em 2016, o filme estreou mundialmente no Festival Internacional de Cinema de Roma em 16 de outubro de 2019. Está programado para ser lançado em 28 de fevereiro de 2020 pela Screen Media Films.

## Elenco
- John Turturro como Jesus Quintana
- Bobby Cannavale como Petey
- Audrey Tautou como Marie
- Pete Davidson como Jack
- Jon Hamm como Paul Dominique/Hairdresser
- Susan Sarandon como Jean[1]
- Sônia Braga[2] como Mãe
- Christopher Walken como Warden
- Nicolás Riera
- J. B. Smoove como The Mechanic
- Tim Blake Nelson como Doctor
- Gloria Reuben como Lady Owner
- Nicolas Reyes como Ele mesmo

## Lançamento
Sua estréia mundial foi no Festival de Cinema de Roma, em 16 de outubro de 2019. O filme está programado para ser lançado nos cinemas dos Estados Unidos em 28 de fevereiro de 2020 pela Screen Media Films.

## Recepção

### Resposta da crítica
No agregador de críticas Rotten Tomatoes, o filme detém 21% de aprovação com base em 14 avaliações, com uma classificação média de 5,31/10. No Metacritic, o filme tem uma pontuação média ponderada de 50 em 100, com base em 8 críticas, indicando "críticas mistas ou médias".